# Ganha-ganha
Na teoria dos jogos, os jogos de soma não nula ou de soma diferente de zero, são aqueles que não respeitam as condições que caracterizam os jogos de soma nula, isto é, são aqueles cujo somatório dos pagamentos efetuados a todos os jogadores não é nulo.

## Definição
Ganhar ganhar (ou vencer vencer) é uma estratégia numa resolução de conflitos em visa atender todos os envolvidos. No contexto de jogos, é um tipo de jogo em que todos os participantes podem se beneficiar de alguma forma, de forma cooperativa. O termo é conhecido na teoria dos jogos como jogos de soma não zero (em contraste da soma-zero).
Essa estratégia foca a importância da cooperação, diversão, compartilhamento e fraternidade a fim do sucesso do grupo, em contraste da dominação, do egoísmo e do ganho pessoal. Todos os jogadores são tratados de forma igualmente importante. Tais jogos geralmente trazem uma mensagem ética de fraternidade com o ambiente e uma visão holística da vida e da sociedade.